# Grete Dierkes
Margarete „Grete“ Dierkes (* 20. November 1882 in Stainach-Irdning, Österreich-Ungarn; † 2. Juli 1957 in Wien, Österreich) war eine österreichische Sängerin der Stimmlage Sopran sowie Schauspielerin.

## Leben
Die gebürtige Steirerin Margarete Dierkes wurde 1905 an das Herzogliche Hoftheater Dessau verpflichtet. Sie hielt sich 1907 in der k.u.k.-Provinz (Troppau) auf und wirkte als Schauspielerin und Operettensoubrette.
Ein großer Erfolg wurde die Premiere von Leo Falls Operette Der fidele Bauer, die am 23. Oktober 1908 im Theater des Westens stattfand. In dem Stück sang Dierkes als Liesl mit dem siebenjährigen Curt Bois als Heinerle das Duett Heinerle, Heinerle, ich hab kein Geld. Das Lied kam im November 1908 als eines von drei Tonbildern der Operette durch die Deutsche Bioscop in die Kinos; Duske-Berlin veröffentlichte kurz darauf „7 weitere Szenen, mit Fräulein Grete Dierkes und dem kleinen Boas (sic!), dem talentvollsten Kinderschauspieler Berlins“. Heinerle, Heinerle, ich hab kein Geld wurde zudem auf Schallplatte veröffentlicht. Szenenbilder des Stücks mit einem Teil des Liedtextes erschienen zudem als Postkartenserie. Das Lied erschien zudem 2001 auf der CD Reizend: 100 Jahre Curt Bois. Von Ende Dezember 1908 sind zwei Tonaufnahmen von Dierkes überliefert: Aus Oscar Straus’ Stück Der tapfere Soldat die Lieder Ohne Männer hat das Leben keinen Zweck und Drei Frauen saßen am Feuerherd. Aus dem Oktober 1911 stammen Tonaufnahmen von den Liedern Wer Liebe nie empfunden hat, Dann schließ ich meine Äugelein zu und Johann Strauss an der Himmelstür.
Dierkes war in dem im November 1912 uraufgeführten Gesellschaftsmelodram Musikantenlene, einem der ersten abendfüllenden Spielfilme Österreichs, in der Rolle der Chanson-Sängerin Joujou zu sehen. Sie kehrte im Oktober 1930 nach Wien zurück, wo sie knapp 27 Jahre später verstarb. Sie wurde am Wiener Zentralfriedhof bestattet.